# Roper mot Simmons
Roper mot Simmons var en rättegång i USA:s högsta domstol som den 1 mars 2005 fastslog att dödsstraff för brott som begåtts då gärningsmannen var under 18 år är ett "grymt och ovanligt straff", och alltså strider mot åttonde tillägget i USA:s konstitution. Med siffrorna 5-4 upphävdes domstolens tidigare utslag om sådana domar mot förbrytare från 16 år och uppåt, i Stanford v. Kentucky, 492 U.S. 361 (1989), och gick emot stadgan i de 25 delstater som tillämpade detta.